# Mili Porta

Milagros Porta Siso, conocida como Mili Porta (La Coruña, 1918 - Madrid, 1971) fue una pianista, compositora  y directora de orquesta y coros gallega.

## Biografía
Comenzó muy joven a tocar el piano, aprobando la carrera de este instrumento en el Conservatorio de Madrid a los 14 años. Estudia armonía y composición con  los maestros García de la Parra y Conrado del Campo. A la edad de dieciséis años dirigió la orquesta de profesores de La Coruña para representar en el Teatro Rosalía de Castro de esa ciudad la zarzuela La fama del tartanero con la Agrupación Ofelia Nieto, a la que continuó acompañando como pianista y directora durante los siguientes años. Conforme avanzó en su tarea, marchó a Madrid, donde estrena la opereta infantil compuesta por ella y letra de Fernando Navarrete Monteserin y Julio Ponte: "Malibú, los cerditos y tú" en el Teatro Español y donde es nombrada Auxiliar Interina de Solfeo del Real Conservatorio Superior de Música de Madrid e inmediatamente obtiene la plaza de Profesora Especial de Música y Declamación en el mismo centro, plaza que compagina con la dirección de la coral Alalá de Veiga y la composición de lieder como Padrón,  o piezas corales como Pazo de Veiga, entre otras. 
Sus brillantes composiciones e interpretaciones y sus méritos didácticos, labor investigadora y contribución al moderno desarrollo de la música gallega dieron pie a la concesión de la Cruz de la Orden de Alfonso X el Sabio a los 34 años de edad. 
Tras múltiples actuaciones por España como pianista y como directora de la  coral Anaquiños da Terra del Centro Gallego de Madrid, del Grupo de Opera de Madrid y del coro de voces blancas Iria Flavia, creado por ella, con el que da a conocer las Cantigas de Martin Codax y las de Alfonso X el  Sabio, y la grabación de varios discos como  "Airiños. Viejos Cantares de Galicia" (ORPHEO) con la agrupación Anaquiños da Terra, del que se imprime un LP y tres sencillos y participar activamente en las emisiones para América de Radio Nacional de España, continua en paralelo con su tarea docente, obteniendo, por oposición, la plaza de Catedrática de Solfeo del Real Conservatorio Superior de Música de Madrid en 1962. Becada por la Fundación March, viaja por Alemania, Bélgica y Francia para hacer estudios de Acústica y Rítmica lo que la permite mejorar el nivel didáctico y técnico de sus enseñanzas.
Recibe a su fallecimiento en 1971 diversos reconocimientos de su tierra gallega y de sus numerosos alumnos, y deja algunas obras por estrenar, entre ellas la zarzuela gallega A Represa e o Rio con letra de Antón de Santiago (Nito) que finalmente vio la luz en el Teatro Colón de La Coruña (17 de enero de 1983) y en la Plaza de la Quintana en Santiago (días después).